# Józef Czapski
Józef Czapski (Praga, 3 de abril de 1896–Maisons-Laffitte, Francia, 12 de enero de 1993) fue un pintor, lejanamente influido por Cézanne, escritor y soldado eventual durante ambas guerras mundiales, y uno de los grandes testigos de la historia del siglo XX en su vertiente más trágica. 

## Biografía
Nacido en el seno de una familia de la aristocracia polaca, pasó su infancia en Bielorrusia y estudió derecho y bellas artes. Como pintor, fue el principal animador del movimiento kapista, formado por estudiantes que reaccionaron contra la pintura polaca clásica y que expusieron en París entre 1924 y 1933.
Producida la Invasión soviética de Polonia de 1939, fue uno de los pocos oficiales del ejército polaco que pudo escapar de la matanza de Katyn en la primavera de 1940, pero inmediatamente fue hecho prisionero. 
En su relato autobiográfico En tierra inhumana (1949), narra los años de cautiverio del autor en las cárceles soviéticas y su papel posterior, como oficial del ejército polaco, en la búsqueda de los miles de prisioneros polacos repartidos por los distintos gulags de la Unión Soviética y de los cuales apenas lograron sobrevivir 395.
Tras la guerra, se integró en la comunidad polaca emigrada a Francia, donde ejerció de columnista político, editor y autor de crítica de arte y literatura. Fue fundador de la revista Kultura.  Él y su hermana, la escritora Maria Czapska, vivieron y trabajaron en Maisons-Laffitte.  
En reconocimiento de su importancia como escritor, pintor y patriota polaco, en 2016 el Estado polaco le dedicó un pabellón permanente en el parque del museo de su abuelo, el reconocido coleccionista numismático, Emeryk Hutten-Czapski. El pabellón en Cracovia fue diseñado por Krystyna Zachwatowicz y su esposo el director de cine Andrzej Wajda.